# Nationalisme brésilien

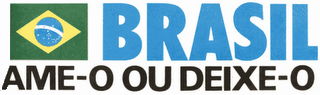

Le nationalisme brésilien fait référence au nationalisme du peuple brésilien et à la culture brésilienne. Il est devenu fort lors de la déclaration d'indépendance du Brésil, au 19e siècle.

## Histoire
Le Brésil était à l’origine une colonie portugaise établie lors de la colonisation portugaise des Amériques. Les historiens ne sont pas certains du moment précis où les Brésiliens ont développé un nationalisme local, distinct du nationalisme portugais. Dans certains cas, il est fait référence à la découverte elle-même, dans d'autres, il est attribué aux explorations des bandeirantes ou au théâtre sud-américain de la guerre néerlando-portugaise au XVIIe siècle.
Pourtant, les premiers cas d'un fort sentiment nationaliste ont émergé au 19e siècle. L'oligarchie coloniale blanche née au Brésil a développé des sentiments contre le système colonial et manifesté une hostilité envers les autorités portugaises. Il existait déjà des conspirations locales en vue de faire sécession du Portugal dès 1789, mais l'indépendance du Brésil eut lieu dans les années 1820, après le transfert de la cour portugaise au Brésil pendant les guerres napoléoniennes. Les Brésiliens aspiraient à l'autonomie gouvernementale et s'offusquaient de ce que la richesse de la nation ait été emportée au Portugal.
Après l’indépendance, le nationalisme brésilien a maintenu son sentiment anti-portugais, s’étendant au sentiment américain anti-britannique et anti-espagnol (spécialement contre les pays du bassin du Rio de la Plata, de l’Argentine, du Paraguay et de l’Uruguay), créant ainsi un nationalisme anti-étranger. Le sentiment anti-portugais était en fait un sentiment commun dans tout le Brésil et a contribué à maintenir l'unité du pays durant les dernières périodes coloniales et les premières années chaotiques qui ont suivi l'indépendance. La monarchie brésilienne a également été un facteur d’unification, la majorité de l’élite ayant accepté l’autorité des rois et craignant les conséquences d’une éventuelle révolution de leurs esclaves. L'élite envisageait un pays de peuples blancs, mais les esclaves, les mulâtres et les métis composaient presque les deux tiers de la population brésilienne. À cette fin, ils ont encouragé l'immigration européenne afin d'augmenter le nombre de Blancs.
Le sentiment anti-portugais a également entraîné une utilisation accrue de la langue française au détriment de la langue portugaise. La France était alors considérée comme un modèle de civilisation et de progrès. Le nationalisme littéraire a commencé dans les années 1840 avec les œuvres de José de Alencar, qui utilisait des modèles littéraires français pour décrire les régions et les milieux sociaux du Brésil. Les œuvres littéraires nationalistes sont devenues plus complexes dans la seconde moitié du XIXe siècle.